# 포틴 워드

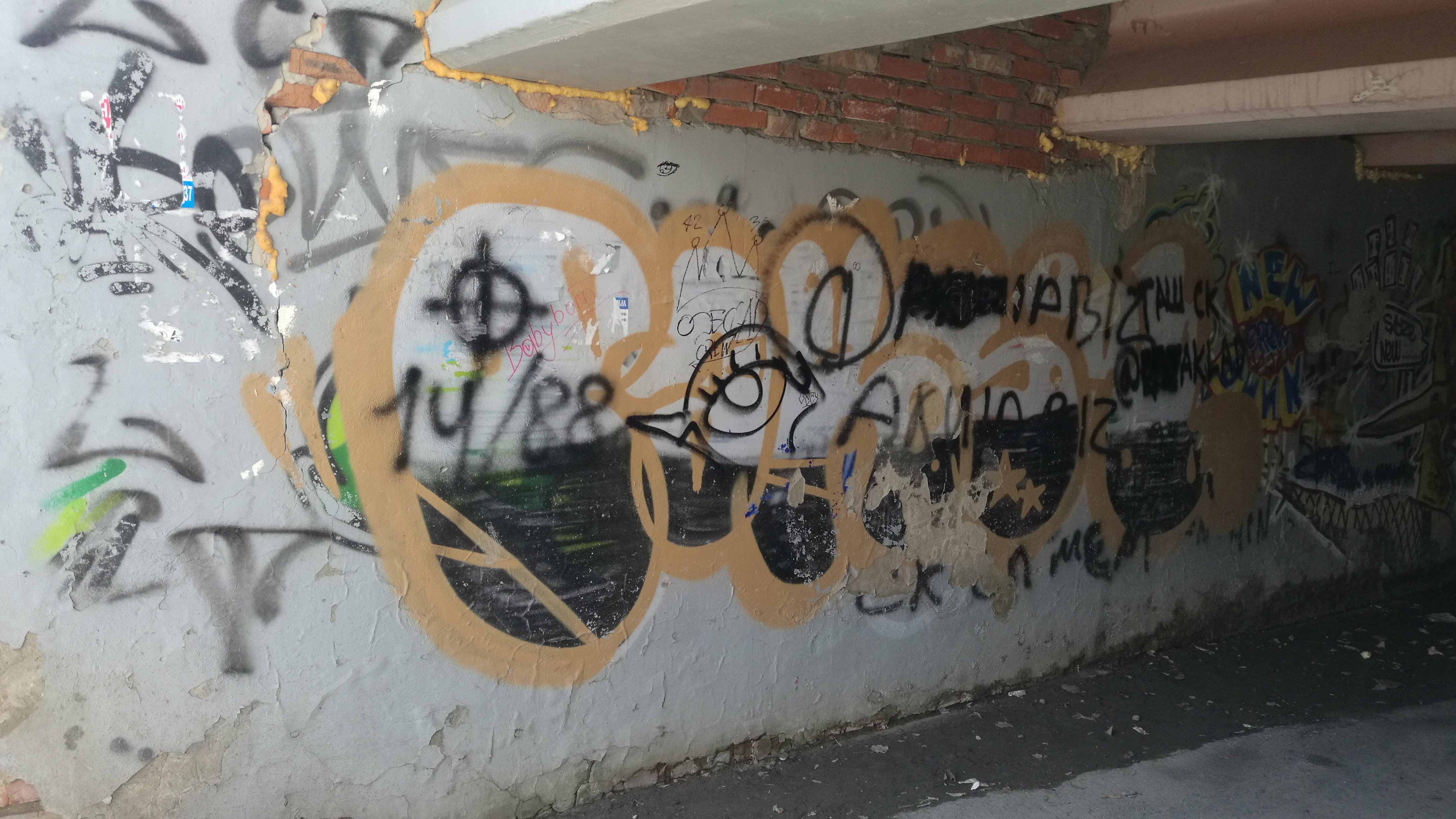

포틴 워드(Fourteen Words)는 백인 우월주의자들이 즐겨 사용하는 14개의 단어로 구성된 슬로건을 뜻하는 은어이다. 백인 우월주의 단체 'The Order'의 멤버였던 데이비드 레인이 만들었으며, 두가지 버전이 있다.
We must secure the existence of our people and a future for White Children.
우리는 우리 동족의 생존과 백인 아이들의 미래를 확보해야 한다.

Because the beauty of the White Aryan woman must not perish from the earth.
왜냐면 백인 아리아 여성의 아름다움은 세상에서 사라져서는 안되기 때문이다.

신나치주의자들은 흔히 이 문구를 뜻하는 숫자 14와 '나치 경례'를 뜻하는 숫자 88을 결합하여 "14/88" 혹은 "1488"을 사용하기도 한다. 나치 경례의 두문자어 'HH'가 알파벳에서 여덟번째 문자이기 때문이다.

## 같이 보기
- 거대 대체 이론
- 백인민족국가
- 화이트 제노사이드